# Gary Gomez
Gary Gomez (ur. 25 września 1974 w Salt Lake City) – amerykański bokser zawodowy wagi junior ciężkiej.
Gary Gomez zadebiutował na zawodowym ringu 23 września 2001 roku, pokonując w 2 rundzie przez techniczny nokaut Marcio Castillo.
27 czerwca 2002 w swojej czwartej walce, doznał pierwszej porażki. Po 8-rundowym pojedynku został pokonany jednogłośnie na punkty przez Felixa Cora Juniora.
27 marca 2004 Gary Gomez zdobył tytuł mistrza świata federacji GBU w kategorii junior ciężkiej, pokonując w 6 rundzie, przez techniczny nokaut Michaela Samsa.
4 grudnia 2004 Gomez pokonał decyzją większości, po 10 rundach, Chada Van Sickle’a. Stawką pojedynku był pas WBC Continental Americas.
21 lipca 2005 stracił pas WBC Continental Americas przegyrwając jednogłośnie na punkty w 10 rundowej walce z Charlesem Davisem.
14 lipca 2007 Gomez przegrał jednogłośnie na punkty 6-rundowy pojedynek z Manuelem Quezadą.
11 lipca 2008 Gary Gomez zmierzył się z Polakiem Tomaszem Adamkiem. Z powodu kontuzji ręki, wycofał się z pojedynku po 6 rundzie. Była to pierwsza porażka Gomeza przed czasem.
2 października 2009 po ponad rocznej przerwie Gomez wrócił na ring, przegrywając jednogłośnie na punkty, po 8 rundach, z Izraelczykiem Ranem Nakaszem.
6 sierpnia 2010 Gomez zmierzył się z byłym rywalem Andrzeja Gołoty, Mikiem Mollo. Po 8 rundach pojedynku, sędziowie orzekli remis.
4 grudnia 2010 Gary Gomez zdobył tytuł Mistrza stanu Utah, pokonując po 8 rundach, jednogłośnie na punkty Valente Tinajero. Była to pierwsza wygrana Gomeza od stycznia 2007 roku.